# Autoren Galerie Kostka
Die Autoren Galerie Kostka (Eigenschreibweise AUTOREN GALERIE KOSTKA) war ein künstlerisches Ausstellungsprojekt in dem Wasserturm der ehemaligen Sidol-Werke in Köln-Braunsfeld. Das Projekt wurde in den Jahren von 1991 bis 1999 durchgeführt. Der vorangegangene, mit nationalen und internationalen Architekturpreisen ausgezeichnete Umbau des Wasserbehälters zu einem Ausstellungsraum, ermöglichte den ausstellenden Künstlern raumgreifende Bild-, Klang- und Lichtinstallationen.

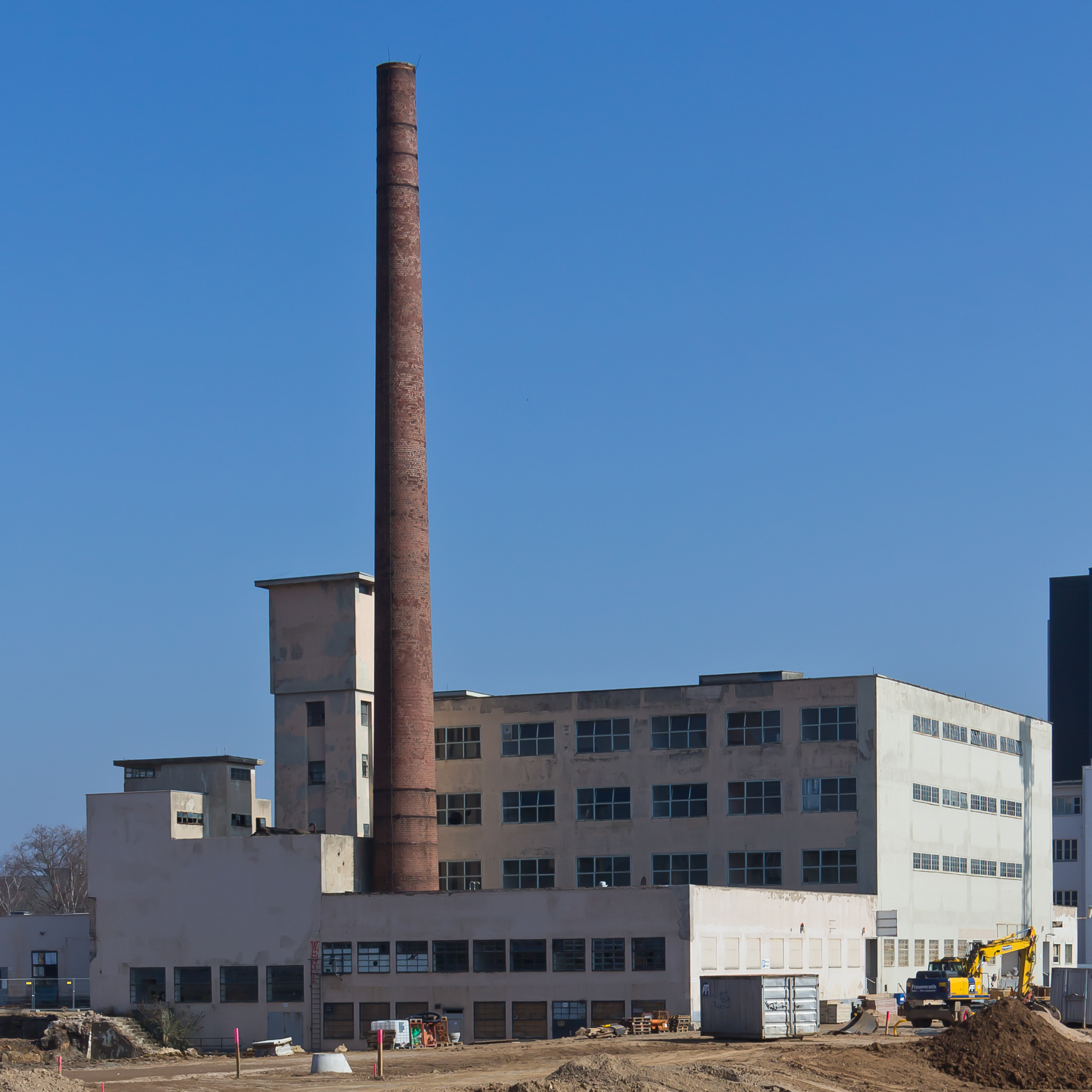
Sidol-Werk mit dem Wasserturm, erbaut von Otto Müller-Jena

## Geschichte

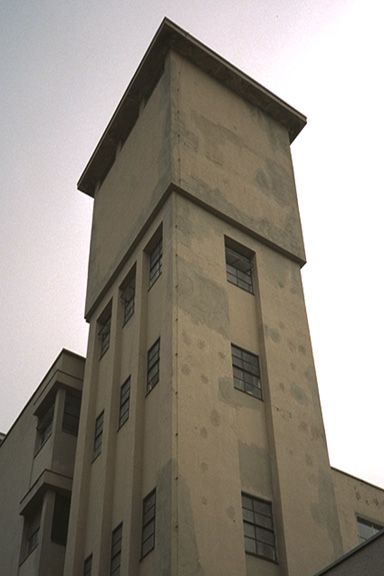
Wasserturm

Nach der Fusionierung von der hier ansässigen Chemischen Werke Siegel & Co. (Sidol-Werk) mit den Düsseldorfer Thompson-Werken und späteren Übernahme durch Henkel im Jahr 1971 erfolgte Verlagerung der Produktion in den 1980er Jahren nach Düsseldorf. Im Jahr 1991 wurde auf Initiative des Architekten und Künstlers Norbert Kostka im leerstehenden Wasserturm des Sidol-Werksgelände, das 1926 bis 1928 von Otto Müller-Jena errichtet wurde, ein Ausstellungsprojekt ins Leben gerufen. Der nicht mehr genutzte Fabrikkomplex an der Eupener Straße bot in den 1990er Jahren zahlreichen Kölnern Künstlern Atelierflächen. Das Projekt wurde beendet, weil man im Jahr 2000 beabsichtigte, das 1998 unter Denkmalschutz gestellte Industrieensemble abzureißen.

## Kunstkonzept

Raum im Raum

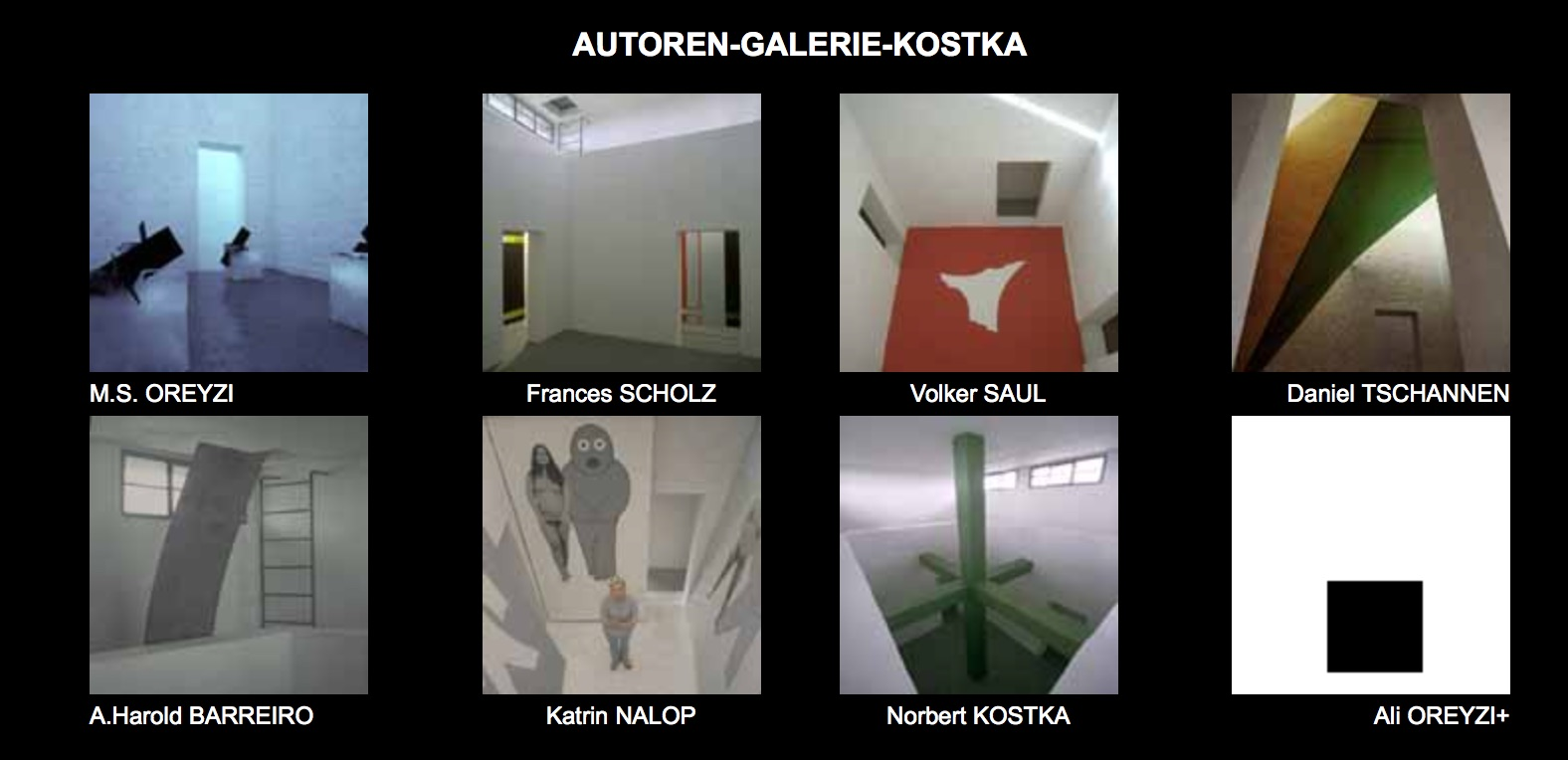

Im Rahmen seines Architekturkonzepts Gewinnung von Räumen, das er bereits bei anderen Objekten anwandte, wandelte Kostka zunächst den Behälterraum des Wasserturms zu einer begehbaren Skulptur um. Der Raum,  5,0 × 6,0 × 6,0 Meter groß, enthält ein ehemaliges Wasserreservoir, das 3,0 × 3,7 × 3,8 Meter groß und nach oben offen ist. Unter der Decke des Außenraumes befinden sich gegenüber zwei Fensterbänder mit jeweils drei Fenstern. Er entfernte alle technischen Elemente und durchbrach die Behälterwände mit vier türgroßen Öffnungen. Die Wände wurden weiß gestrichen. Nach dem Eingriff entstand ein labyrinthisches Gebilde nach dem Prinzip „Raum im Raum“. Durch eine Zwischengalerie aus Gitterrosten ergab sich die Möglichkeit, den Raum aus allen Perspektiven zu betrachten. Die öffentliche Raumvorstellung fand am 6. Dezember 1992 statt. Ein anderes Beispiel für das Konzept ist der Wasserturm Uevekoven.
Das mit mehreren Architekturpreisen bedachte Konzept der Umnutzung des Wasserturms schuf die räumlichen Voraussetzungen zur Einrichtung einer Galerie.

## Galerie
Nach Fertigstellung des neu erstandenen „Raum im Raum“ – Konzeptes wurde der Wasserturm als Ausstellungsraum permanent genutzt. Aufgrund seiner polnischen Herkunft nannte Kostka das Ausstellungsprojekt Autoren Galerie, was übertragen als Produzentengalerie zu verstehen ist. Der Galerie lag das Konzept zugrunde, Künstler verschiedener Stil- und Medienrichtungen einzuladen, die den Raum als Performancefläche nutzen konnten, um den Besucher mit unterschiedlichsten Raumwahrnehmungen zu konfrontieren. Der erste Künstler, der sich kreativ mit dem Raum auseinandersetzte, war der Architekturfotograf Tomas Riehle.

## Ausstellungen (Auszug)
In den Räumen der Galerie fanden in den acht Jahren ihres Bestehens zahlreiche, international beachtete Ausstellungen renommierter Künstler statt. Die Galerie im Wasserturm war in den Jahren 1995 und 1997 einer der Veranstaltungsorte der Internationalen Photoszene Köln, die in Kooperation mit der Photokina ausgetragen wird.
- Seyed Mohammad Oreyzi: Zeitraum – eine Rauminszenierung (Eisblöcke, Eisenkreuze, Neonlicht), 12. Dezember 1992 bis 11. Januar 1993[13]

„Die Eisplastiken entsprechen durchaus dem (recht kalten) Raumklima, das zudem von einem kühlen und doch diffusen Neonlicht getränkt ist. -zeitraum- ist eine Installation aus vier Eiskuben (50 × 50 × 50 cm), die jeweils an den Raumachsen platziert werden, auf jedem Würfel liegt ein Eisenkreuz. Diese Arbeit demonstriert begrenzte  Dauer, Vergänglichkeit – indem das Eis allmählich wegschmilzt. Doch für die Dauer seiner Präsenz fügt die Installation dem Raum eine eigene „eisige“ Aura hinzu, einen auch physisch-erfahrbaren Kältezusatz im ohnehin schon frostigen Galerieraum. (e.s.)“
- Frances Scholz: Bilder,  28. März bis 20. April 1993[14][15]
- Daniel Tschannen: Bauwerk auf Zeit <Les Gaulois n’ont Peur que d’une Chose…> (Schalungstafeln gelb, Gerüstnetz grün), 28. Juni bis 5. September 1993[16][17]
- Enno Stahl: Wasserspräche – eine Stimmklanginstallation,  11. bis 12. September 1993[18]
- Volker Saul: Four Directions – Wandmalerei,  26. September bis 21. November 1993[19][20]
- A. Harold Barreiro: Kathedrale & Hymne – eine Installation für Metall und Spiegel mit Klangaufführungen, 1994[21]
- Katrin Nalop: the four women – Installation aus Fotografie und Malerei, 1995[22]
- Norbert Kostka:  9. Internationale Photoszene Köln 1995: „Really virtual reality“ – Zwei Räume werden mit Hilfe von Fotos (Tomas Riehle) und Videoübertragung in Verbindung gebracht: „Raum ohne Boden“ ehemaliger Kohlenbunker und „Raum im Raum“ ehemaliger Wasserturm,  27. Oktober bis 1. November 1995[23]
- Hongku Kwon: Integration zur Architektur – eine Rauminstallation,  1996
- Norbert Kostka: Zwei Installationen für zwei Türme, 5. September bis 26. September 1997[24][25]
- Ali Oreyzi+: 11. Internationale Photoszene Köln 1997: BOX 2 – eine Rauminszenierung, 10. Oktober bis  19. Oktober 1997[26]

## Auszeichnungen
Das künstlerische „Raum im Raum“-Konzept im Wasserturm der Sidol-Werke, die für die Autoren Galerie Kostka entwickelt wurde, ist mit mehreren nationalen und internationalen Architekturpreisen ausgezeichnet worden:
- 1993: Bund-Deutscher-Architekten-Förderpreis des Landesverbandes NRW für junge Architekten[27]
- 1993: V. Internationalen Architekturbiennale 1993 in Krakau – 1. Preis[28][29][30]
- 1994: WEKA Architekturpreis – Sonderpreis für vorbildliche Leistungen[31]